# Zyginopsis horizontalis
Zyginopsis horizontalis är en insektsart som beskrevs av Irena Dworakowska 1981. Zyginopsis horizontalis ingår i släktet Zyginopsis och familjen dvärgstritar.
Artens utbredningsområde är Sri Lanka. Inga underarter finns listade i Catalogue of Life.